# 短梗棘豆
短梗棘豆（学名：Oxytropis brevipedunculata）为豆科棘豆属下的一个种。